# Обсерваторія Палермо
Астрономічна обсерваторія Палермо імені Джузеппе Сальваторе Ваяни (італ. Osservatorio astronomico "Giuseppe S. Vaiana") — астрономічна обсерваторія в Італії, один з дослідницьких центрів Національного інституту астрофізики (INAF). Обсерваторія була заснована в 1790 році за наказом короля Фердинанда I, ставши першою сучасною астрономічною обсерваторією в Італії. В 1801 році Джузеппе Піацці тут відкрив Цереру, перший об'єкт поясу астероїд.
Обсерваторія здійснює ряд дослідницьких проектів в галузі астрономії та астрофізики, в тому числі дослідження сонячної корони, залишків наднових, народження й еволюції зір. В обсерваторії розташований музей, який містить велику колекцію старовинних астрономічних інструментів.

## Історія

### Заснування

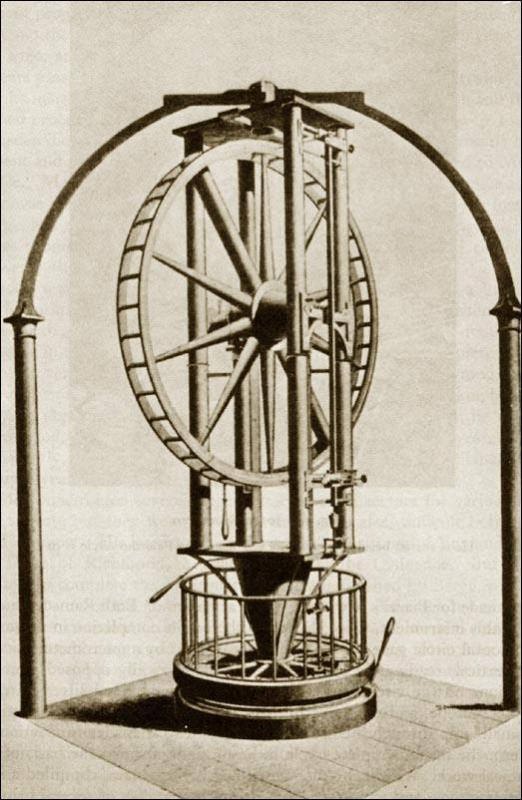
Коло Рамсдена діаметром 1,5 м в обсерваторії Палермо, яке використовувалось для вимірювання видимого положення астрономічних об'єктів

Обсерваторія була заснована в 1790 році за наказом короля Фердинанда I, якого тогочасні інтелектуали, зокрема сицилійський віцекороль Франческо д'Акіно, переконали побудувати в столиці Сицилійського королівства першу астрономічну обсерваторію в Італії, що мало поставити Палермо в один ряд з іншими європейськими столицями.
Було важко знайти досвідченого астронома, який міг би керувати обсерваторією. Врешті-решт директором обсерваторії був обраний Джузеппе Піацці, математик, якому вже було понад сорок років, і який до того часу не мав значних досягнень в галузі астрономії. Новий директор одразу взявся за закупівлю найсучасніших на той час астрономічних інструментів, щоб зробити обсерваторію передовим закладом європейського рівня. Серед іншого, було придбано коло Рамсдена, створене відомим англійським науковцем Джессі Рамсденом, і побудовано перший купол. Саме рішучість Піацці дозволила цінному англійському інструменту дістатися до Сицилії: астроному довелося поїхати особисто, щоб зустрітись з конструктором, а потім розв'язати бюрократичні труднощі: англійський уряд не хотів дозволити унікальному інструменту покинути межі Великої Британії.
Завдяки цьому новому обладнанню, у 1801 році Джузеппе Піацці вдалося виявити та ідентифікувати перший об'єкт поясу астероїдів, який він назвав Церера Фердинанда, на честь пов'язаною з Сициліїєю давньоримської богині Церери, а також короля Фердинанда (щоправда, друга частина назви не прижилась, і небесне тіло стали називати просто Церерою). За це відкриття Піацці був нагороджений золотою медаллю, від якої він відмовився, оскільки премія була використана для придбання інших інструментів, у тому числі екваторіалу Тротона, який він розмістив у другому куполі обсерваторії.
У 1817 році, в новому Королівстві Обох Сицилій, Піацці було переведено до Неаполя для завершення будівництва обсерваторії Каподімонте, а керувати обсерваторією Палермо залишився Нікколо Каччіаторе. У 1841 році керівництво обсерваторією прийняв його син Ґаетано, який, однак, у 1849 році був усунутий з політичних причин, оскільки взяв участь у антибурбонських революційних повстаннях. Тому керівництво обсерваторією Палермо було доручено Доменіко Рагоні, якому вдалося отримати від уряду Обох Сицилій необхідні кошти для придбання нових інструментів, у тому числі чудового 25-сантиметрового екваторіального телескопа Мерца, доставленого в 1859 році.

### В Італійському королівстві
З приходом «Тисячі» Гарібальді в 1860 році ситуація змінилася: Каччіаторе був поновлений на посаді директора, а Рагона був усунутий з Палермо, так і не встигнувши встановити великий телескоп Мерца. Лише П'єтро Таккіні, який у 1863 році очолив обсерваторію, зміг у 1865 році встановити і ввести в експлуатацію екваторіал, надалі використовуючи його для досліджень фізики Сонця. Ці дослідження прославили обсерваторію Палермо в другій половині XIX століття та призвели до заснування Товариства італійських спектроскопістів (1871), «Мемуари» якого Таккіні видавав у Палермо з 1872 року.
В 1879 році Таккіні від'їхав до Риму, й обсерваторію очолив Аннібале Рікко, який зумів підтримувати високу якість досліджень, поки він не перейшов в обсерваторію Катанії в 1890 році. Наступні політичні та воєнні події і викликані ними фінансові труднощі дуже негативно відбились на роботі обсерваторії, яка в 1923 році взагалі була понижена в статусі до університетського астрономічного кабінету. Філіппо Анджелітті був директором астрономічного кабінету протягом тридцяти років. На кошти Університетського консорціуму він придбав зенітний телескоп Ваншаффа з апертурою 8 см, який він встановив замість стародавнього кола Рамсдена.
З 1931 по 1936 рік установою керував Коррадіно Мінео, академік Лінчея, потім Франческо Загар, а з 1938 по 1948 рік — знову Коррадіно Мінео. Ці роки характеризувались великими труднощами для установи, яка вже після реформи 1923 року пережила деградацію і зазнала сильного занепаду, скорочення персоналу та нестачі коштів для проведення спостережень і вдосконалення техніки. Проблеми загострилися під час та після Другої світової війни, коли обсерваторія була близька до закриття, втратила деякі приміщення, а в 1939 році її також втратила свій єдиний сучасний спостережний прилад — зенітний телескоп Ваншаффа.

### В Італійській республіці
У 1950-х роках відбулося відновлення обсерваторії, але лише для навчальних, а не наукових цілей. Три куполи на даху будівлі були замінені на залізні, а потім взагалі демонтовані, бо були надто важкими та небезпечними для конструкції. Згодом встановили нові мідні куполи, легші за попередні.
З 1976 по 1991 рік установою керував Джузеппе Сальваторе Ваяна, штатний професор астрономії в Університеті Палермо. Він домігся президентського указу від 18 липня 1988 року, який повернув Палермську обсерваторію до категорії астрономічних обсерваторій. Пізніше обсерваторія була перейменована на його честь.
У 2001 році обсерваторія перейшла від Міністерства університетів і наукових і технологічних досліджень до складу Національного інституту астрофізики.
Зараз обсерваторія працює у двох місцях — в історичній будівлі Палаццо Норманні, де вона виникла, і в лабораторії на вулиці Інграссіа, де розміщені лабораторії, майстерні та обчислювальні потужності обсерваторії.

## Директори

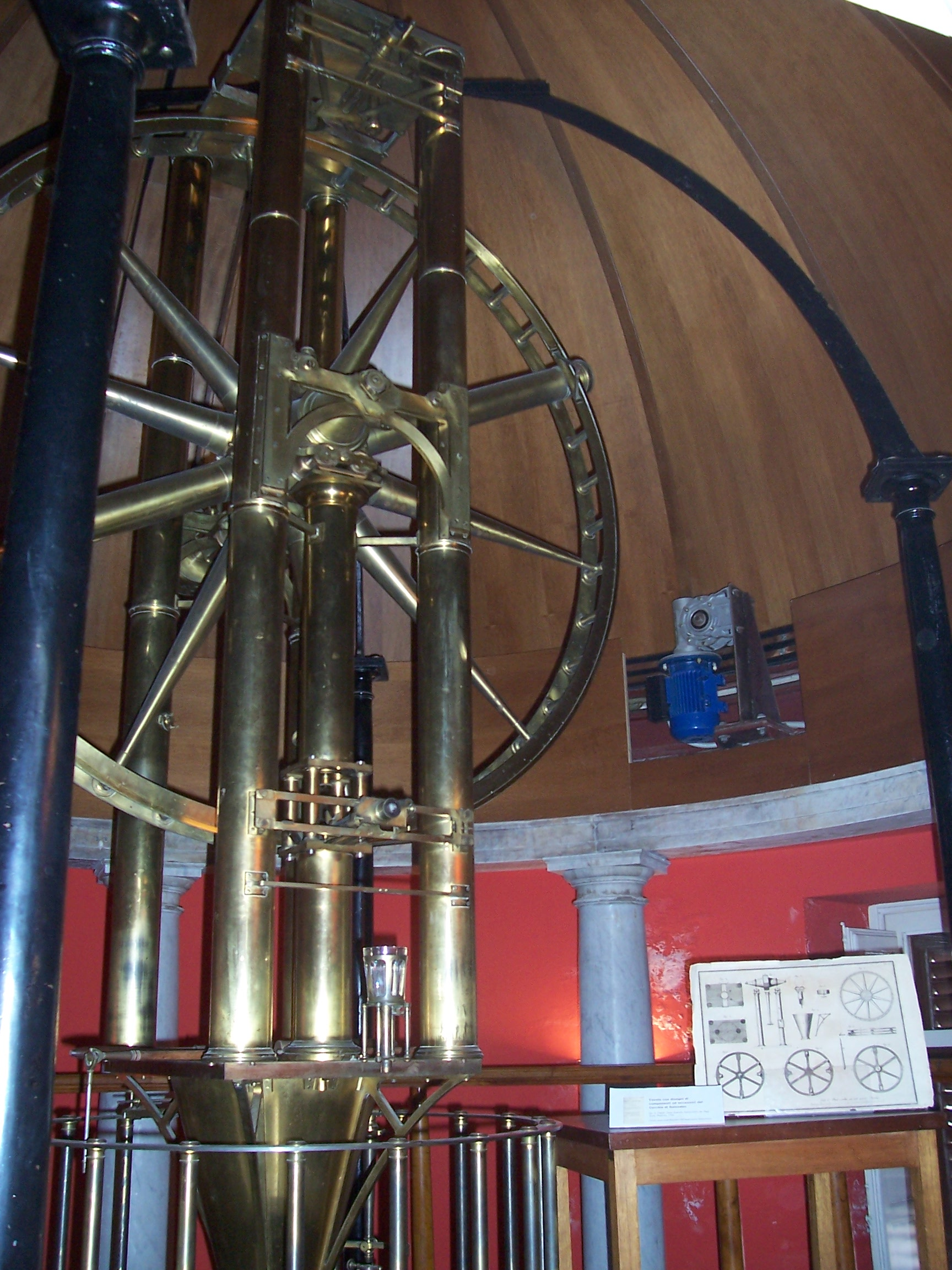
Інструменти всередині купола обсерваторії

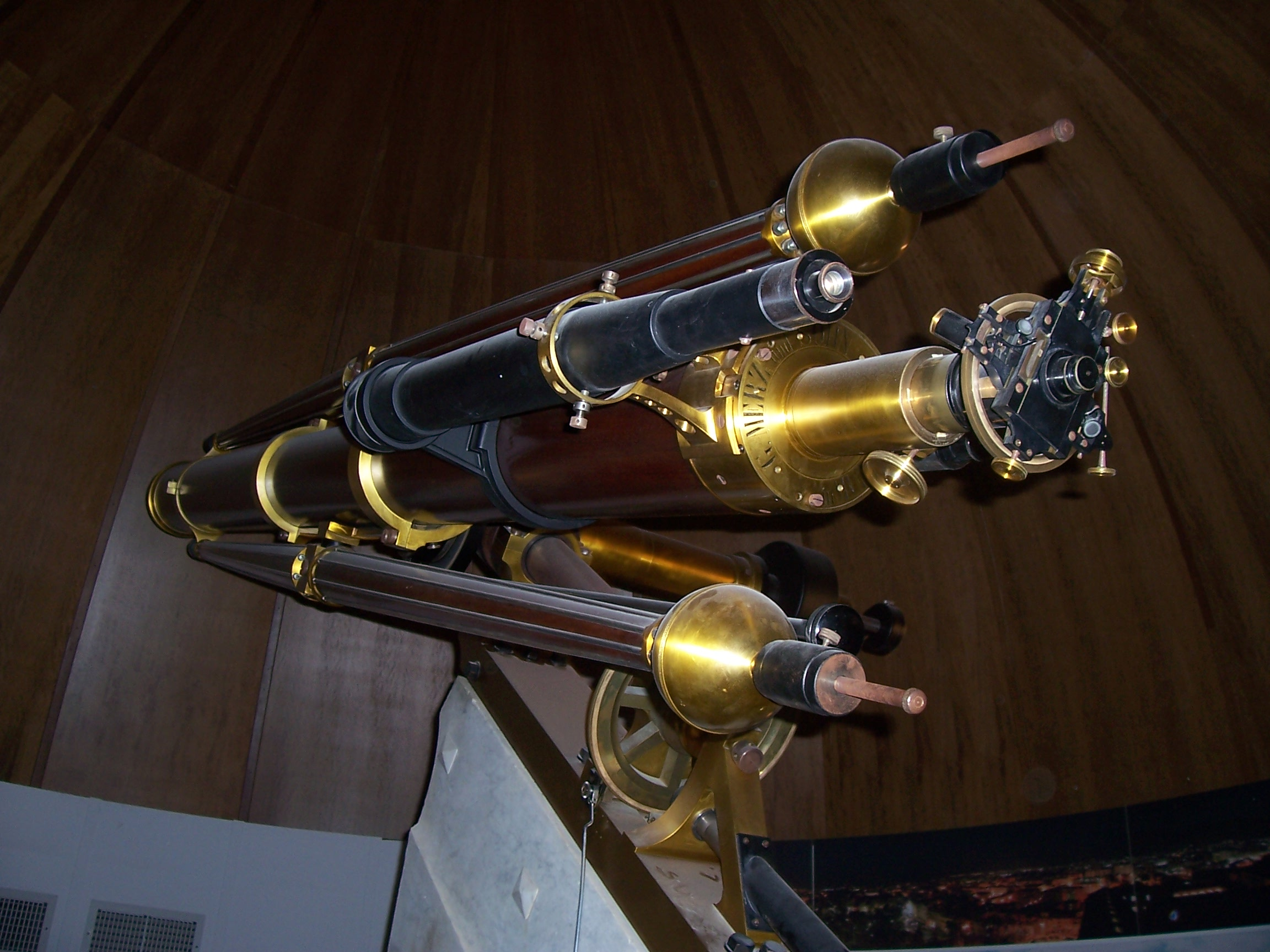
Один з телескопів

Список директорів обсерваторії з роками правління:
- Джузеппе Піацці (1791—1817)
- Нікколо Каччіаторе[it] (1817—1841)
- Ґаетано Каччіаторе[it] (1841—1849)
- Доменіко Рагона (1849—1860)
- Ґаетано Каччіаторе[it] (1860—1863)
- П'єтро Таккіні[it] (1863—1879)
- Аннібале Рікко[it] (1879—1890)
- Темістокле Зона[it] (1891—1898)
- Філіппо Анджелітті[it] 1898—1931
- Коррадіно Мінео[it] (1931—1936)
- Франческо Загар[it] (1936—1938)
- Коррадіно Мінео[it] (1938—1948)
- Лучіано К'яра[it] (1948—1969)
- Сальваторе Леоне (1969—1976)
- Джузеппе Сальваторе Ваяна[it] (1976—1991)
- Сальваторе Серіо 1991—2001
- Сальваторе Шортіно 2001—2011
- Джузеппіна Міцела (2011—2018)
- Фабріціо Боккіно[it] (від 2018)

## Обладнання
До складу обсерваторії входять лабораторія для розробки та випробування наукового обладнання для телескопів рентгенівського діапазону (X-ray Astronomy Calibration and Testing Facility, XACT) та підрозділ з чисельних розрахунків в астрофізиці (Sistema di calcolo per l'astrofisica numerica, SCAN).
Обсерваторія оснащена 14-дюймовим автоматизованим телескопом Celestron C14, значно модифікованим і модернізованим, з ПЗЗ-матрицею, системою дистанційного керування та автоматизацією купола.

## Музей
Обсерваторський музей розташований на вершині вежі Палаццо Норманні. Він містить, в основному, інструменти XVIII—XIX століть, в тому числі, ахроматичні телескопи, секстант, деякі барометри та термометри, а також круг Рамсдена та екваторіал Тротона. Є й інші сучасніші інструменти та серія олійних картин із зображеннями видатних науковців.